# Associação (programação)
Em programação orientada a objeto, uma associação define um relacionamento entre duas classes que permite que um objeto faça com que outro objeto realize uma ação em seu lugar.
Em termos gerais, a casualidade da ação é feita ao enviar uma mensagem ou invocar  um método do objeto controlado.
Considera-se que os objetos relacionados por meio da associação atuam em um papel da role (ciência da computação) em relação à associação, se o estado atual do objeto na situação ativa permitir que os outros objetos associados usem o objeto na associação. maneira especificada pela função. Um papel pode ser usado para distinguir dois objetos da mesma classe ao descrever seu uso no contexto da associação. Um papel descreve os aspectos "públicos" de um objeto em relação a uma associação.